# Keti
Jenisejski Ostjaci (Keti, Jenisejci) je maleno etnolingvistički izolirano pleme iz Krasnojarskog područja, sa srednjeg i donjeg toka rijeke Jenisej i pritoke Podkamena Tunguska pa do Kureyke. 
Keti žive u malenim raštrkanim skupinama, mongoloidnog su izgleda, ali svjetlije puti. Lov, ribolov i uzgoj sobova tipični su njihovoj kulturi. 
Grupi Jenisejskih Ostjaka, po svoj prilici pripadala su i plemena Kott (Kot), Arin, Yugh, Pumpokol, i Assan (Asan) ali su asimilirani od Hakasa i Evenka. Pravi Keti s rijeka Kas i Sym nazivali su sebe Jugun. Od Rusa u 17. stoljeću prozvani su Ostjacima, a kasnije Jenisejskim Ostjacima, prema lokalitetu uz rijeku Jenisej. 
Prvi spomen o njima datira iz 17. stoljeća, kada Rusi spominju njihova plemena Inbak, Zemchak i Bogden. Danas Keti broje oko 1,100 duša, a naselja im se, više nisu nomadi, nalaze u distriktu Turuhansk: Kellog, Serkovo, Baklanikha, Goroshikha, Pakulikha, Turukhansk i Maduyka, i u Autonomnom okrugu Evenki: Sulomai.
O jeziku Keta koji danas ima dva dijalekta (sym i imbat), ozbiljno se pozabavio Finac M. A. Castrйn, koji 1858. izdaje prvu gramatiku i rječnik ketskog jezika, a sadrži i nešto materijala o jeziku kot. 

## Vanjske poveznice
- The Kets

- Ketski čamci-kuće
- Ketski čamci-kuće u Sumarokovu
- Žene i djeca
- Dječak, 1913.
- stariji muškarac, 1913
- starija žena, 1913
- muškarac
- Ketski šator od brezove kore na pjeskovitoj obali Jeniseja, 1913.
- skupina Keta oko logorske vatre